# Dicliptera cicatricosa
Dicliptera cicatricosa är en akantusväxtart som beskrevs av I.Darbysh.. Dicliptera cicatricosa ingår i släktet Dicliptera och familjen akantusväxter. Inga underarter finns listade i Catalogue of Life.